# عجز مزدوج (تعليم)
نظرية العجز المزدوج في عسر القراءة تقترح أن وجود عجز في مهارتين أساسيتين يعطي الفرصة لظهور أقل مستويات الأداء فيما يتعلق بالقراءة، مما يؤدي إلى ظهور أشد مستويات الحدة من اضطراب عسر القراءة.

## القدرة على القراءة
يُعتقد أن القدرة على القراءة تعتمد على مهارتين:
تمثل مهارات *المعالجة الصوتية القدرة على تحديد أصوات الكلام والتعامل معها.
وتمثل *التسمية التلقائية السريعة القدرة على ترجمة المعلومات المرئية سواء الخاصة بالحروف أو الأشياء أو الصور إلى رموز صوتية.